# Culicoides segnis
Culicoides segnis är en tvåvingeart som beskrevs av Cambell och Pelham-clinton 1960. Culicoides segnis ingår i släktet Culicoides och familjen svidknott. Inga underarter finns listade i Catalogue of Life.